# Józef Trzemeski

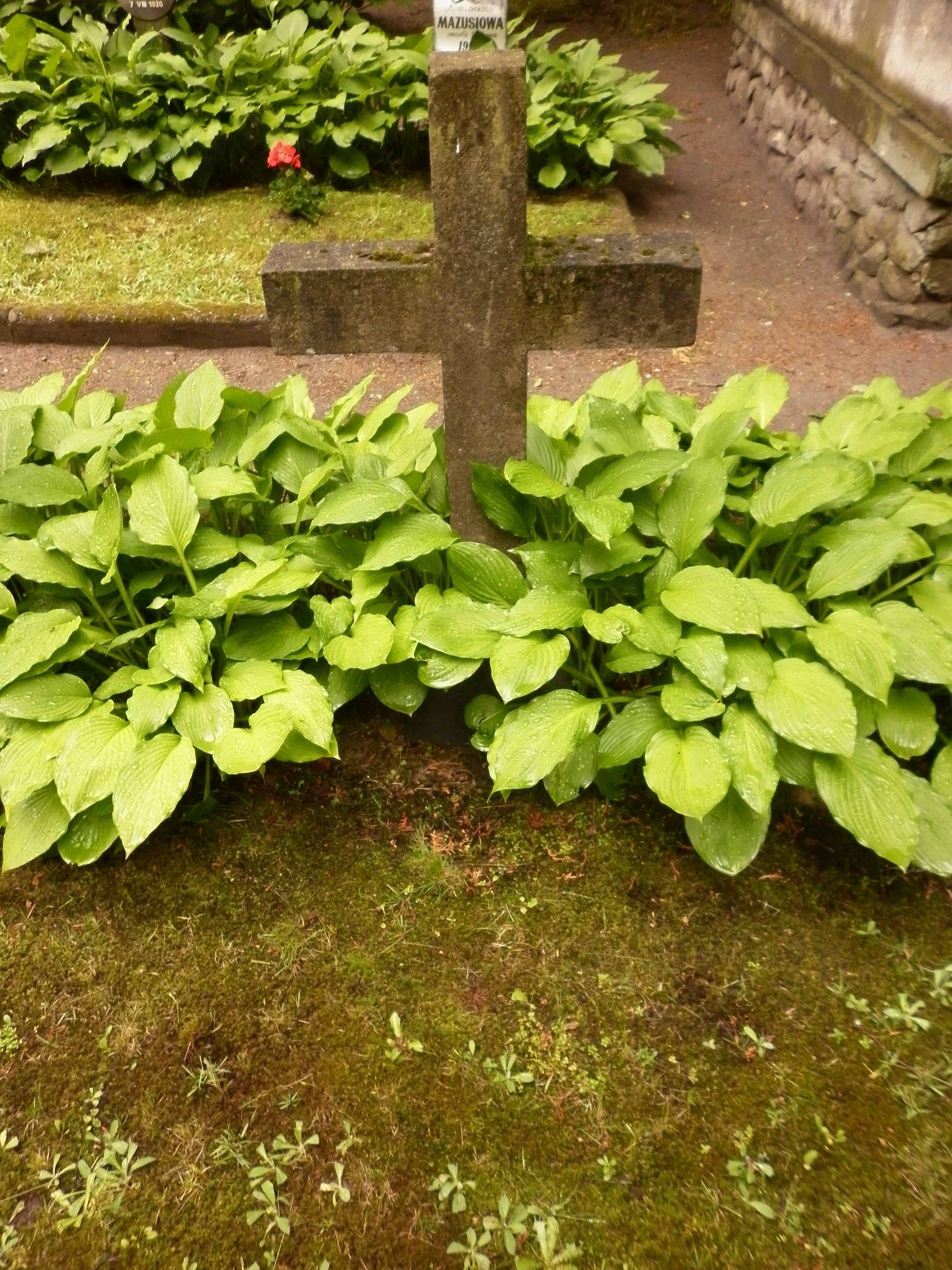
Grób Józefa Trzemeskiego

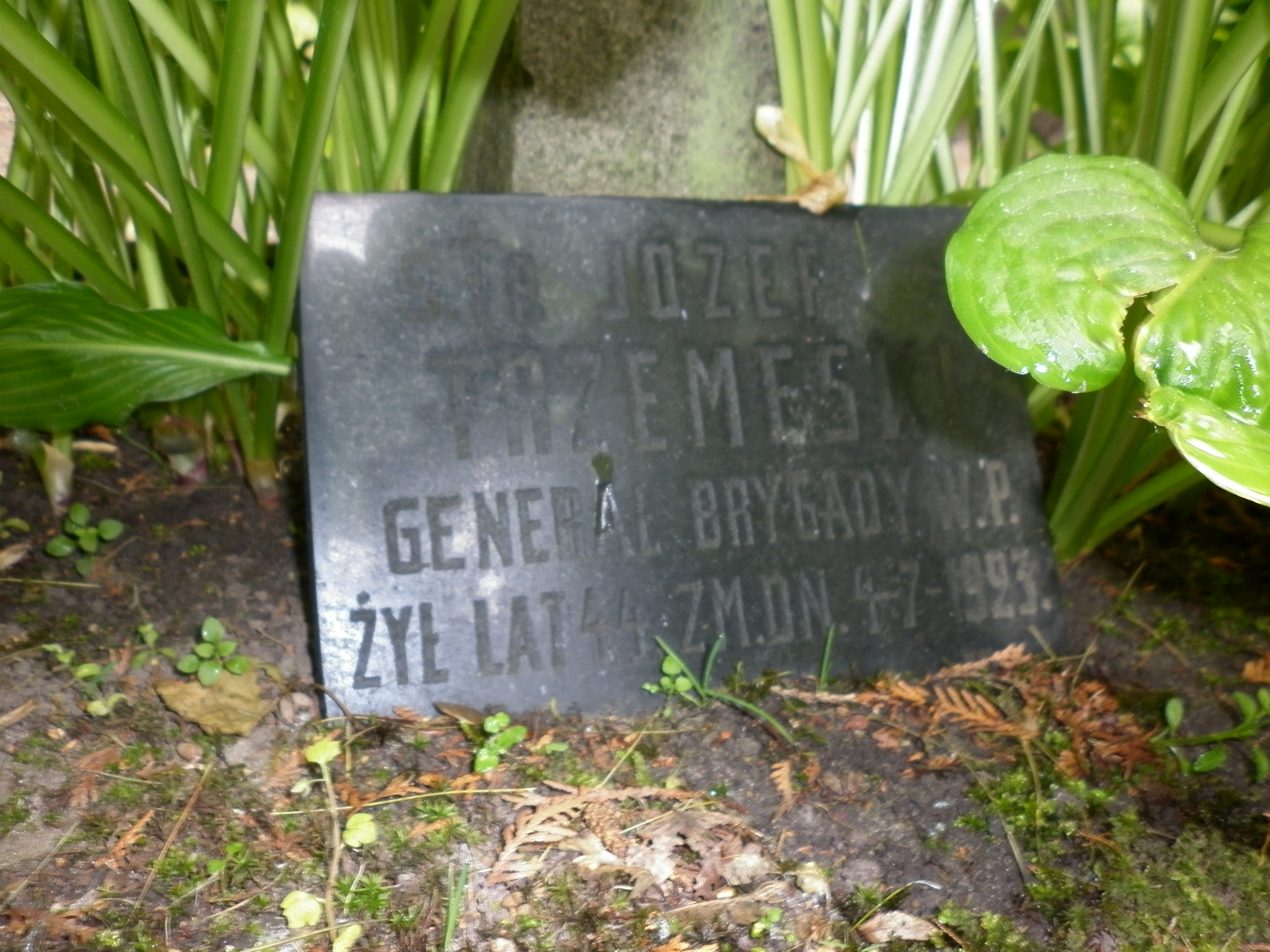
Tablica upamiętniająca Józefa Trzemeskiego

Józef Franciszek Trzemeski (ur. 24 grudnia 1878 w Belmont, zm. 4 lipca 1923 w Warszawie) – polski doktor medycyny, polarnik, generał brygady Wojska Polskiego, kawaler Orderu Virtuti Militari.

## Życiorys
Józef Franciszek Trzemeski urodził się 24 grudnia 1878 w Belmont (dziś na terenie miasteczka Achremowce), w powiecie nowoaleksandrowskim, w rodzinie Józefa, prawnika, i Leontyny z Radziszewskich. Od 1904 był oficerem lekarzem w rosyjskiej Marynarce Wojennej. Walczył na wojnie z Japonią. W 1913 uzyskał tytuł doktora medycyny.
W latach 1914–1915 lekarz i kierownik naukowy dowodzonej przez Ole Sverdrupa rosyjskiej wyprawy polarnej wysłanej na Morze Karskie na statku Eklips w celu odszukania wypraw Aleksandra Brusiłowa i Władimira Rusanowa. Podczas rejsu prowadził badania hydrometeorologiczne, przyczyniając się do lepszego poznania warunków żeglugi na tym morzu, ogłosił kilka sprawozdań z tej wyprawy. 18 lipca 1918 wstąpił do Polskiej Armii w Stanach Zjednoczonych. W 1919 został naczelnym lekarzem obozu instrukcyjnego, a następnie, 25 maja tego roku, szefem służby zdrowia Armii Polskiej we Francji. Wiosną tego roku, po powrocie „Błękitnej Armii” do kraju mianowany został szefem sanitarnym Frontu Południowo-Wschodniego, a później Frontu Pomorskiego. 1 stycznia 1920 oficjalnie przyjęty do Wojska Polskiego w stopniu podpułkownika. 18 marca 1920 objął obowiązki na stanowisku szefa Sekcji Higieny w Departamencie Sanitarnym Ministerstwa Spraw Wojskowych. 29 maja 1920 został zatwierdzony z dniem 1 kwietnia 1920 w stopniu pułkownika, w Korpusie Lekarskim, w grupie oficerów byłej armii gen. Hallera. Następnie kierował służbą sanitarną Ekspozytury Naczelnego Dowództwa WP oraz był pełnomocnikiem szefa Departamentu Sanitarnego MSWojsk. 3 maja 1922 został zweryfikowany w stopniu generała brygady ze starszeństwem z 1 czerwca 1919 i 71. lokatą w korpusie generałów. 3 październiaka 1922 W lutym 1923 został członkiem zarządu Polskiego Towarzystwa Geograficznego.
W środę 4 lipca 1923, w godzinach południowych, w swoim mieszkaniu w hotelu „Polonia” w Warszawie, popełnił samobójstwo strzelając z rewolweru w pierś. Denat oddał strzał w pozycji siedzącej na krześle. Pocisk przestrzelił płuca, a następnie utkwił w poręczy krzesła. Generał pozostawił list do swojego przełożonego, generała brygady Franciszka Zwierzchowskiego, w którym nie podał powodu samobójstwa, ale wyjaśnił, że zamach nie by spowodowany problemami służbowymi, politycznymi i zdrowotnymi. W czasie zamachu był bezdzietnym wdowcem. Kilka dni wcześniej powrócił z sześciomiesięcznego urlopu.
Został pochowany na cmentarzu Wojskowym na Powązkach w Warszawie (kwatera A 11, rząd 4, grób 3).
Józef Trzemeski był żonaty z Heleną Barańską.

## Awanse
- kapitan – 1918
- major – 1919
- podpułkownik – 1919

## Ordery i odznaczenia
- Krzyż Srebrny Orderu Wojskowego Virtuti Militari[2]
- Krzyż Oficerski Orderu Odrodzenia Polski (2 maja 1922)[10][11]
- Krzyż Walecznych (po raz 1 i 2 w 1921)[12]
- Krzyż Kawalerski Legii Honorowej (Francja)[13]
- Oficer orderu Palm Akademickich (Francja, zgoda Naczelnika Państwa w 1921)[14]